# Ministério da Indústria e Comércio (Angola)
| Ministério da Indústria e Comércio                  |                              |
| Rua Cerqueira Lukoki, Luanda, LU mindcom.gov.ao/ao/ |                              |
| Criação                                             | 11 de junho de 2020 (4 anos) |
| Atual ministro                                      | Rui Miguêns de Oliveira      |

O Ministério da Indústria e Comércio (MINDCOM) é um órgão do Governo da República de Angola que, em sua estrutura administrativa, cuida da formulação e implementação das políticas para o desenvolvimento da indústria, do comércio e dos serviços, da propriedade intelectual e transferência de tecnologia, da metrologia, normalização e qualidade industrial, das políticas de comércio interno e exterior, na regulamentação e execução dos programas e atividades relativas ao comércio exterior, na aplicação dos mecanismos de defesa comercial, na participação em negociações internacionais relativas ao comércio exterior e na execução das atividades de registro do comércio. Sua autoridade superior é o Ministro da Indústria e Comércio.

## Histórico
O MINDCOM é o resultado da fusão do Ministério da Indústria e do Ministério do Comércio. O Ministério da Indústria descende da Secretaria de Estado para a Indústria e Energia, criada em 1975. O Ministério do Comércio, por sua vez, descende da Secretaria de Estado para o Comércio, também de 1975. Em 1977 ambas as pastas assumem a posição de ministério, com a primeira formando o Ministério da Indústria e Energia (posteriormente a subpasta de energia formaria ministério autônomo) e segunda sendo subdividida em duas: o Ministério do Comércio Interno e o Ministério do Comércio Externo. Em 1989 fundem-se as pastas do comércio para formar o "Ministério do Comércio Externo e Interno", com o nome sendo simplificado para "Ministério do Comércio" a partir de 1991. Em 2020 surge o Ministério da Indústria e Comércio, como resultado da extinção e posterior fusão das referidas pastas.

### Lista de Ministros
| Ministro                              | Início | Fim      |
| ------------------------------------- | ------ | -------- |
| Victor Francisco dos Santos Fernandes | 2020   | 2023     |
| Rui Miguêns de Oliveira               | 2023   | presente |